# Marie Wunsch

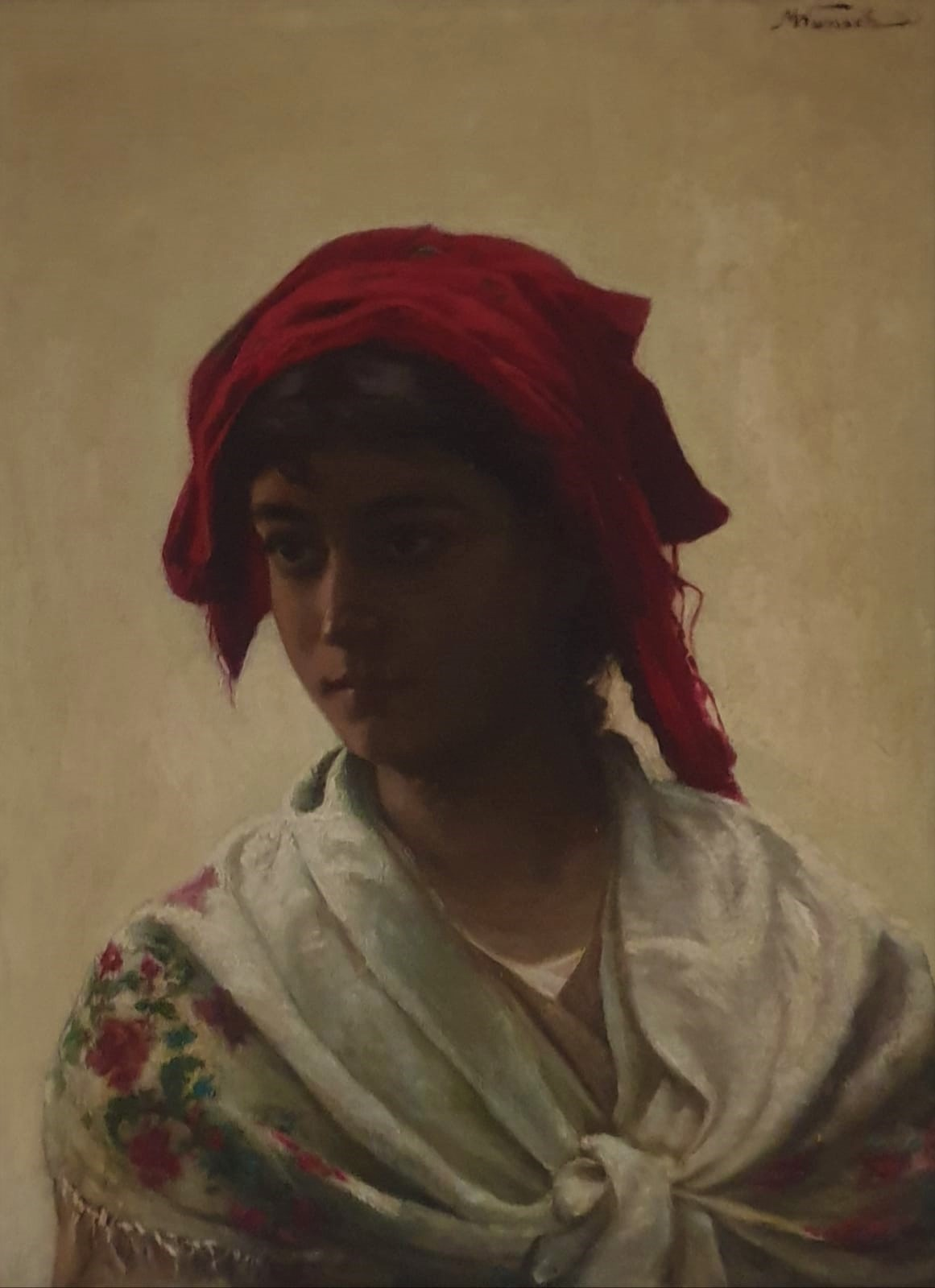
Marie Wunsch: Bildnis eines italienischen Mädchens, Öl auf Leinwand, um 1890, Privatsammlung Deutschland.

Marie Wunsch, auch Mizi Wunsch (* 17. Juli 1862 in Gersthof; † 29. März 1898 in Meran), war eine österreichische Genremalerin.

## Leben
Marie Wunsch war eine Tochter des Wiener Hof- und Gerichtsadvocaten Carl Wunsch († 1870). Sie wuchs in der Weißgerbervorstadt auf. Zusammen mit ihren Schwestern erhielt sie ersten Zeichenunterricht bei Professor Taubinger. Von 1880 bis 1882 besuchte sie die Vorbereitungsschule des Österreichischen Museums in Wien, wo sie eine Schülerin von Ludwig Minnigerode, Karl Hrachowina und Michael Rieser war.
Im Anschluss an das Studium zog Marie Wunsch aufgrund ihrer anfälligen Gesundheit zusammen mit ihrer Mutter zunächst nach Abbazia und schließlich nach Venedig. Dort setzte sie ihre Studien beim Genremaler Eugene de Blaas fort. Auch Ludwig Passini hatte Einfluss auf ihr Schaffen. Bis 1892 verließ Wunsch Venedig und kam nach München. Dort nahm sie 1894 an der Jahresausstellung der Münchner Künstlergenossenschaft im Glaspalast teil. Später unterhielt sie ein Atelier in Meran.
Der Gesundheitszustand von Marie Wunsch verschlechterte sich über längere Zeit. Sie starb 1898 im Alter von 35 Jahren an Tuberkulose in Meran.

## Werk
Marie Wunsch war eine hervorragend ausgebildete und leidenschaftliche Malerin. Als Frau hatte sie jedoch mit den vorbehalten ihrer Zeit zu kämpfen; hinzu kam ihre schwere Krankheit, die sie findig werden lassen musste, um hinzukommende finanzielle Nöte in Grenzen zu halten.
So malte sie hauptsächlich Genrebilder mit Kindermotiven, die vom Publikum dankbar angenommen wurden. Diese sind keineswegs naiv und kitschig, sondern erzählen in raffinierter Manier psychologisch fein gesponnene Geschichten, wie sie ebenfalls ihr Lehrer de Blaas zu schildern wusste; manches erinnert auch an die augenzwinkernde Menschenkenntnis eines Carl Spitzweg. So zeigt ihr in Venedig entstandenes Bild Das Urteil des Paris einen Jungen und drei Schulmädchen, die darauf warten, welcher von ihnen er seinen Apfel geben wird, wobei er ihn offenbar am liebsten behalten würde.

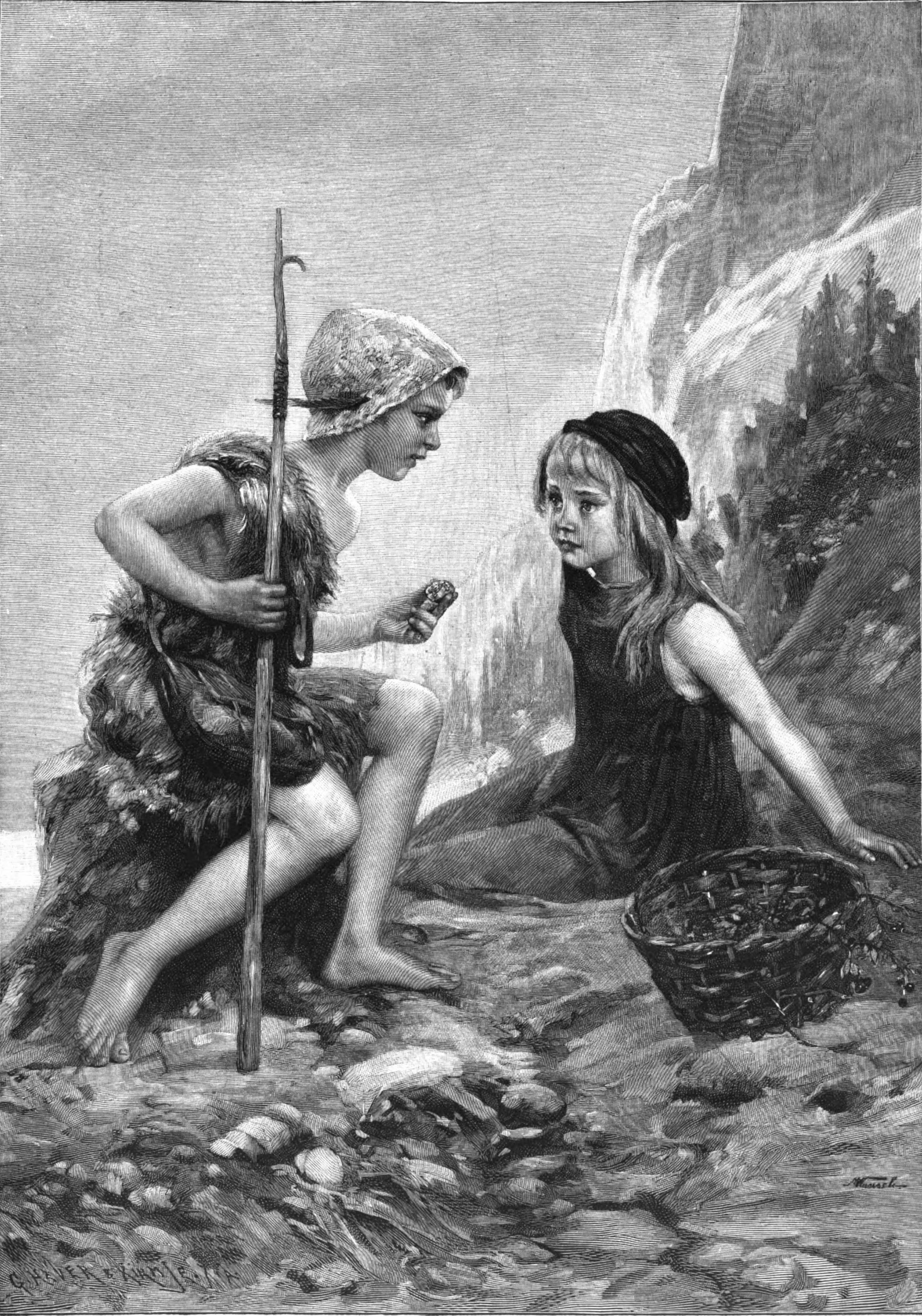
Die Gartenlaube (1899): Audifax und Hadumoth. Nach dem Gemälde von M. Wunsch.

### „Ein wichtiges Geheimnis“
Einem breiten Publikum zu Lebzeiten bekannt war ihr Gemälde Ein wichtiges Geheimnis, das zwei kleine Bauernjungen neben einem Brunnen darstellt, die mit bedeutungsvollen Gesichtern eine Information austauschen. Es war bei seiner Präsentation auf der Jahresausstellung 1894 der Münchner Künstlergenossenschaft ein Erfolg bei Publikum und Kritikern und fand danach Vervielfältigung in Form von Fotografien, Holzschnitten, Kupferstichen sowie Plastiken in Gips, Porzellan und Metallguss. Wunsch verarbeitete das gleiche Thema in fünf weiteren Werken in verschiedenen Interpretationen und Formaten.
Andere ihrer Arbeiten trafen ebenfalls den Zeitgeist und wurden in Zeitschriften wie Die Gartenlaube, Illustrirte Zeitung,  Daheim, Über Land und Meer und Velhagen & Klasings Monatshefte abgedruckt. Auch als Postkartenmotiv fanden sie Verwendung, so erschienen im Kunstverlag Ackermann zwei Serien in Postkartenform mit einer Auflage von mehreren hunderttausend Exemplaren.
Marie Wunsch hat in diesem Sinne durchaus gut verstanden, als Malerin ein Kunstwerk marktgerecht zu platzieren.

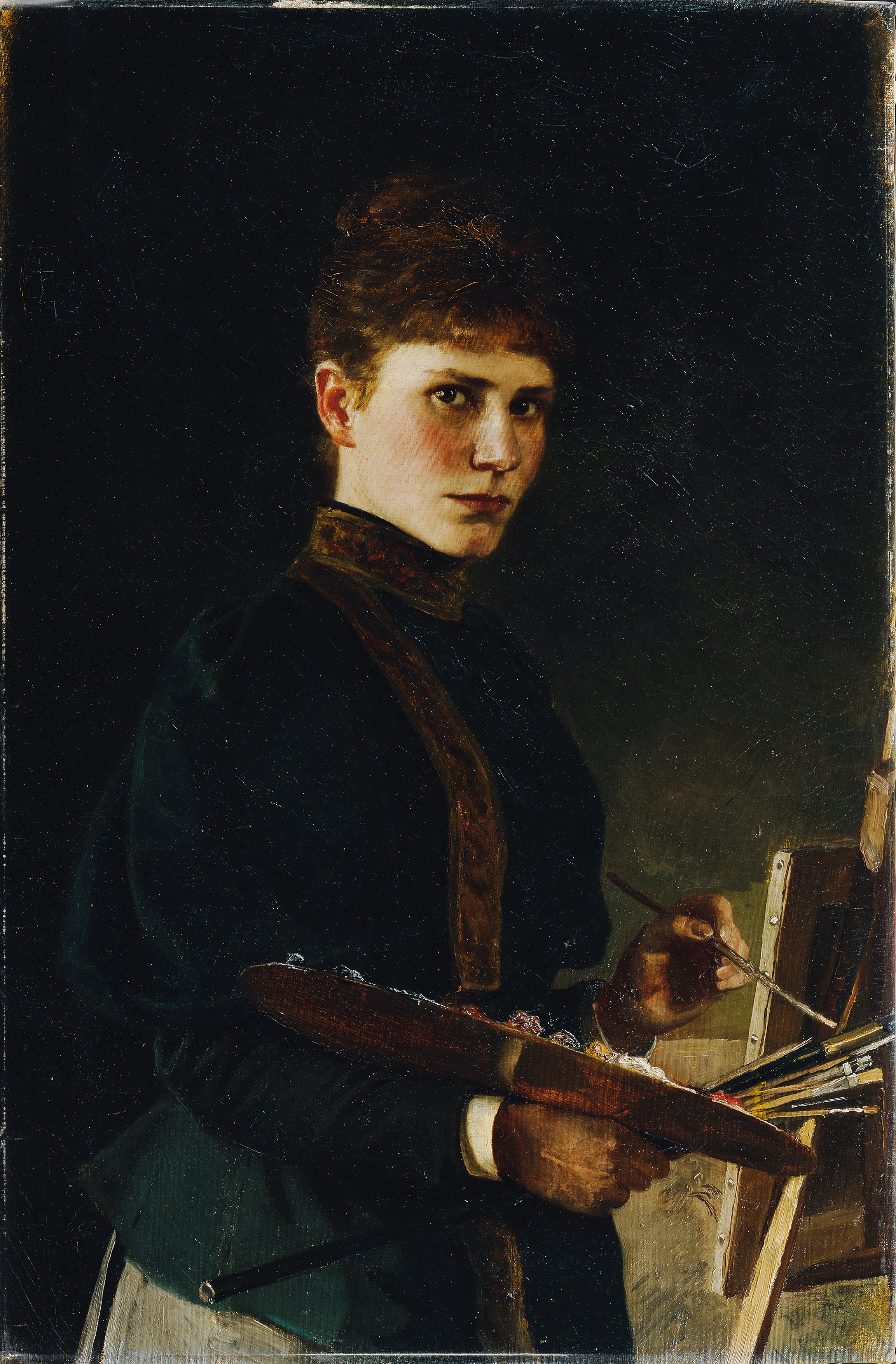
Marie Wunsch: Selbstbildnis an der Staffelei, Öl auf Leinwand, 1898, Österreichische Galerie Belvedere.

### „Selbstbildnis an der Staffelei“
1898, wenige Monate vor ihrem frühen Ableben, schuf Marie Wunsch ihr Selbstbildnis an der Staffelei, das sich heutzutage in der Sammlung Schloss Belvedere in Wien befindet.
Marie Wunsch stellt sich so dar, als wolle sie den Betrachter des Bildes gerade porträtieren – ihre Augen fokussieren das Gegenüber jenseits der Leinwand scharf, ihr linkes ist dabei genau in der mittleren Bildachse positioniert.
Ihre Weiblichkeit betont sie in ihrer Bildsprache durch ihre Kleidung, die sie in einer dezenten Eleganz zeigt, und nicht im geschlechtsneutralen Malerkittel.
Ihr Gesicht wirkt vor dem dunklen Hintergrund wie ein Juwel auf schwarzem Samt, wie es eine Bildbesprechung formuliert hat, doch mit der Darstellung ihrer Blässe dokumentiert sie ebenso den Fortschritt ihrer schweren Krankheit.

## Aktuelle Einschätzung des Kunstmarkts
Wurde Marie Wunsch von ihrer Zeit auch verkannt, hat sich der Blick auf ihr Werk mittlerweile gewandelt. Ihr Werk wird inzwischen wertgeschätzt und bei Christie’s sowie vielen anderen renommierten Auktionshäusern auf der ganzen Welt erfolgreich gehandelt.